# Hyptis martiusii
Hyptis martiusii là một loài thực vật có hoa trong họ Hoa môi. Loài này được Benth. mô tả khoa học đầu tiên năm 1833.